# Stygitropha funebris
Stygitropha funebris är en fjärilsart som beskrevs av Diakonoff 1983. Stygitropha funebris ingår i släktet Stygitropha och familjen vecklare. Inga underarter finns listade i Catalogue of Life.